# Hylaeus emir
Hylaeus emir är en biart som beskrevs av Dathe 2000. Hylaeus emir ingår i släktet citronbin, och familjen korttungebin. Inga underarter finns listade i Catalogue of Life.